# Maksymilian Gumplowicz
Maksymilian Ernest Gumplowicz (ur. 21 grudnia 1864 w Krakowie, zm. 28 listopada 1897 w Wiedniu) – polski prawnik i historyk żydowskiego pochodzenia.

## Życiorys
Urodził się w zasymilowanej rodzinie pochodzenia żydowskiego. Był synem Ludwika Gumplowicza i jego żony Franciszki z Goldmanów. Nauki początkowo pobierał w Krakowie a po przeprowadzce rodziców do Grazu w 1875 uczył się w tamtejszej szkole. Gimnazjum ukończył w Mariborze i Celje, po czym, wbrew swoim zainteresowaniom historycznym, podjął studia prawnicze na Uniwersytecie w Grazu, uzyskując stopień doktora prawa. Lata 1888 i 1889 spędził na historycznych studiach we Lwowie pod kierunkiem Ksawerego Liskego oraz Tadeusza Wojciechowskiego. Już od dziecka, korzystając z biblioteki ojca, pasjonował się wczesnymi dziejami Polski i chrześcijaństwem w obrządku słowiańskim. W tej jednak dziedzinie jego prace nie uzyskały większej akceptacji. Działał też we Lwowie w Towarzystwie Szkoły Ludowej. Na wspólnym wiecu z Towarzystwem Gimnastycznym „Sokół” rzucił propozycję utworzenia polskiej organizacji szkolnej („polskiego Schulvereinu”), opracował też jego przykładowy statut, ale inicjatywa skończyła się niepowodzeniem.
Dużą poczytnością i żywym zainteresowaniem, zwłaszcza wśród Słowian, cieszyła się za to praca pt. Magiaryzacja Słowian (wyd. Ateneum 1889) poruszająca dziedzinę statystyki narodowościowej. W 1890 podjął pracę w biurze Komisji Statystycznej w Wiedniu. Pracował nad wykazem miejscowości krajów słowiańskich obszaru Przedlitawii. Dzięki niemu, po raz pierwszy, nazwy wielu miejscowości uzyskały zapis zgodny z wymową ich mieszkańców. Przy okazji tych prac nawiązał kontakty z wieloma słowianofilami z różnych krajów. W efekcie wkrótce został, jak oceniano, energicznym i inteligentnym, prezesem zlokalizowanego w Wiedniu towarzystwa słowianofilskiego o nazwie Ognisko.
W 1895 został lektorem języka polskiego, pierwszym w historii na Uniwersytecie Wiedeńskim. W tym samym roku opublikował w Sprawozdaniach z Posiedzeń Akademii Wiedeńskiej historyczną pracę pt. Bischof Balduin Gallus von Kruszwica, Polens erster lateinischer Chronist. Inne jego prace wydał spadkobierca Ludwik Gumplowicz. W 1901 pośmiertnie ukazała się jego praca Polacy na Węgrzech. Do ważniejszych należy opublikowana w 1903 nakładem księgarni E. Wende w Warszawie Początki religii żydowskiej w Polsce. Jego notatki pisane metodą stenograficzną, o polskim emigrancie, badaczu kultury słoweńskiej Emilu Korytce do dziś nie zostały w pełni odczytane i opublikowane.
W 1894 r. w domu swych rodziców w Grazu Maksymilian poznał Marię Konopnicką. Wkrótce też zakochał się bez pamięci w starszej od niego o 23 lata poetce. Miłość nabrała wkrótce cech manii prześladowczej: Gumplowicz jeździł za Konopnicką m.in. latem 1896 r. na Śląsk Cieszyński, a zimą tegoż roku nachodził pisarkę nieustannie podczas jej pobytu w Nicei. Ojciec młodego historyka, Ludwik, traktował jego uczuciowy związek z pisarką jako efekt niezrównoważonej natury syna, starając się wytłumaczyć mu niefortunność takiego zachowania. Również sama pisarka, w porozumieniu z Gumplowiczem-ojcem, stanowczo odrzucała wszelkie umizgi Maksymiliana.
Na początku listopada 1897 r. młody Gumplowicz znowu rozpoczął nachodzenie pisarki, gdy ta zamieszkała w Wiedniu, w mieszkaniu przy ul. Josefstädterstrasse 48. 12 listopada, pod nieobecność mieszkającej z Konopnicką Marii Dulębianki, usiłował wedrzeć się do jej mieszkania. Wyrzucony, strzelił do siebie na korytarzu przed drzwiami. Rana nie okazała się śmiertelna. Gdy już wydawało się, że Maksymilian wyjdzie cało z incydentu, ten zmarł w szpitalu 28 listopada na udar mózgu. Został pochowany na ewangelickim cmentarzu wiedeńskiego przedmieścia Matzleinsdorf.